# Општина Баланешти (Горж)
Баланешти (рум. Bălăneşti) општина је у Румунији у округу Горж.
Oпштина се налази на надморској висини од 277 m.